# 3. ceremonia wręczenia Orłów
3. ceremonia wręczenia Orłów za rok 2000, miała miejsce 23 kwietnia 2001 roku w Teatrze Wielkim w Warszawie. Ceremonię wręczenia nagród poprowadził aktor Piotr Gąsowski.
Nominacje do nagród zostały ogłoszone 12 marca 2001 roku przez Piotra Kraśkę. Podczas odczytywania nominacji Grażyna Szapołowska zaprezentowała nową statuetkę nagrody, zaprojektowaną przez Adama Federowicza.
Tegoroczne Polskie Nagrody Filmowe zostały wręczone w szesnastu kategoriach. O nominację do nagrody ubiegały się 23 filmy.
Najwięcej nominacji – po 12 – otrzymały dwa filmy: Prymas. Trzy lata z tysiąca w reżyserii Teresy Kotlarczyk oraz Życie jako śmiertelna choroba przenoszona drogą płciową Krzysztofa Zanussiego. Dziewięć nominacji otrzymał film Jerzego Stuhra Duże zwierzę, a osiem Daleko od okna w reżyserii Jana Jakuba Kolskiego. Po pięć nominacji otrzymały trzy filmy: Wrota Europy, Córy szczęścia oraz Syzyfowe prace.
Pośmiertną nominację za najlepszy scenariusz do filmu Duże zwierzę otrzymał Krzysztof Kieślowski.
Najwięcej nagród otrzymał film Życie jako śmiertelna choroba przenoszona drogą płciową, który łączenie otrzymał siedem nagród, w tym m.in. za najlepszy film, najlepszą reżyserię oraz za najlepszą główną rolę męską w wykonaniu Zbigniewa Zapasiewicza.
Trzy nagrody odebrali twórcy filmu Wrota Europy. Dwie nagrody otrzymali drugoplanowi aktorzy z filmu To ja, złodziej – Janusz Gajos i Krystyna Feldman. Nagrodę za najlepszą główną rolę kobiecą odebrała Dominika Ostałowska za rolę w filmie Daleko od okna.
Film Prymas. Trzy lata z tysiąca z dwunastu nominacji otrzymał tylko jedną nagrodę, za najlepszy dźwięk. Obraz Duże zwierzę w reżyserii Jerzego Stuhra pomimo dziewięciu nominacji nie otrzymał żadnej nagrody.
Nagrody specjalne otrzymali: reżyser Roman Polański oraz Stanisław Pacuk, prezes Kredyt Banku. Laureatem nagrody za osiągnięcia życia został Stanisław Różewicz.

## Laureaci i nominowani
Laureaci nagród wyróżnieni są wytłuszczeniem

### Najlepszy film
Reżyser / Producenci − Film
- Krzysztof Zanussi / Krzysztof Zanussi i Iwona Ziułkowska – Życie jako śmiertelna choroba przenoszona drogą płciową
  - Jan Jakub Kolski / Witold Adamek – Daleko od okna
  - Jerzy Stuhr / Janusz Morgenstern i Sławomir Rogowski – Duże zwierzę
  - Teresa Kotlarczyk / Marian Terlecki – Prymas. Trzy lata z tysiąca
  - Jerzy Wójcik / Henryk Romanowski i Dariusz Jabłoński – Wrota Europy

### Najlepsza reżyseria
- Krzysztof Zanussi − Życie jako śmiertelna choroba przenoszona drogą płciową
  - Márta Mészáros − Córy szczęścia
  - Jan Jakub Kolski − Daleko od okna
  - Jerzy Stuhr − Duże zwierzę
  - Teresa Kotlarczyk − Prymas. Trzy lata z tysiąca

### Najlepszy scenariusz
- Krzysztof Zanussi − Życie jako śmiertelna choroba przenoszona drogą płciową
  - Márta Mészáros i Maciej Karpiński − Córy szczęścia
  - Cezary Harasimowicz − Daleko od okna
  - Krzysztof Kieślowski − Duże zwierzę
  - Jan Purzycki − Prymas. Trzy lata z tysiąca

### Najlepsza główna rola kobieca
- Dominika Ostałowska − Daleko od okna
  - Anna Dymna − Duże zwierzę
  - Maja Ostaszewska − Prymas. Trzy lata z tysiąca
  - Magdalena Cielecka − Zakochani
  - Krystyna Janda − Życie jako śmiertelna choroba przenoszona drogą płciową

### Najlepsza główna rola męska
- Zbigniew Zapasiewicz − Życie jako śmiertelna choroba przenoszona drogą płciową
  - Jerzy Stuhr − Duże zwierzę
  - Janusz Gajos − Ostatnia misja
  - Marek Kondrat − Prawo ojca
  - Andrzej Seweryn − Prymas. Trzy lata z tysiąca

### Najlepsza drugoplanowa rola kobieca
- Krystyna Feldman − To ja, złodziej
  - Zofia Kucówna − Syzyfowe prace
  - Kinga Preis − Wrota Europy
  - Katarzyna Figura − Zakochani
  - Monika Krzywkowska − Życie jako śmiertelna choroba przenoszona drogą płciową

### Najlepsza drugoplanowa rola męska
- Janusz Gajos − To ja, złodziej
  - Krzysztof Pieczyński − Daleko od okna
  - Zbigniew Zamachowski − Prymas. Trzy lata z tysiąca
  - Franciszek Pieczka − Syzyfowe prace
  - Jan Frycz − Zakochani

### Najlepsze zdjęcia
- Witold Sobociński − Wrota Europy
  - Arkadiusz Tomiak − Daleko od okna
  - Paweł Edelman − Duże zwierzę
  - Piotr Wojtowicz − Prymas. Trzy lata z tysiąca
  - Edward Kłosiński − Życie jako śmiertelna choroba przenoszona drogą płciową

### Najlepsza muzyka
- Wojciech Kilar − Życie jako śmiertelna choroba przenoszona drogą płciową
  - Jan Kanty Pawluśkiewicz − Córy szczęścia
  - Marcin Pospieszalski − Prawo ojca
  - Zygmunt Konieczny − Prymas. Trzy lata z tysiąca
  - Jerzy Matuszkiewicz − Syzyfowe prace

### Najlepsza scenografia
- Janusz Sosnowski − Wrota Europy
  - Halina Dobrowolska − Córy szczęścia
  - Andrzej Przedworski − Operacja „Koza”
  - Allan Starski − Prawo ojca
  - Barbara Ostapowicz − Prymas. Trzy lata z tysiąca
  - Halina Dobrowolska − Życie jako śmiertelna choroba przenoszona drogą płciową

### Najlepsze kostiumy
- Magdalena Tesławska i Paweł Grabarczyk − Wrota Europy
  - Dorota Roqueplo − Chłopaki nie płaczą
  - Małgorzata Zacharska − Daleko od okna
  - Elżbieta Radke − Duże zwierzę
  - Ewa Krauze − Prymas. Trzy lata z tysiąca
  - Maria Wiłun − Syzyfowe prace
  - Paweł Grabarczyk − Zakochani
  - Anna Jagna Janicka − Życie jako śmiertelna choroba przenoszona drogą płciową

### Najlepszy montaż
- Marek Denys − Życie jako śmiertelna choroba przenoszona drogą płciową
  - Wanda Zeman − Chłopaki nie płaczą
  - Elżbieta Kurkowska − Duże zwierzę
  - Wanda Zeman − Prawo ojca
  - Jadwiga Zajiček − To ja, złodziej

### Najlepszy dźwięk
- Nikodem Wołk-Łaniewski − Prymas. Trzy lata z tysiąca
  - Aleksander Gołębiowski − Córy szczęścia
  - Aleksander Gołębiowski − Nie ma zmiłuj
  - Piotr Domaradzki − Ostatnia misja
  - Janusz Rosół − Syzyfowe prace

### Najlepszy producent
- Krzysztof Zanussi i Iwona Ziułkowska − Życie jako śmiertelna choroba przenoszona drogą płciową
  - Janusz Morgenstern i Paweł Mossakowski − Chłopaki nie płaczą
  - Witold Adamek − Daleko od okna
  - Janusz Morgenstern i Sławomir Rogowski − Duże zwierzę
  - Marian Terlecki − Prymas. Trzy lata z tysiąca

### Nagroda specjalna
- Roman Polański,
- Stanisław Pacuk

### Nagroda za osiągnięcia życia
- Stanisław Różewicz

## Podsumowanie liczby nominacji
(Ograniczenie do dwóch nominacji)
12 : Prymas. Trzy lata z tysiąca, Życie jako śmiertelna choroba przenoszona drogą płciową
9 : Duże zwierzę
8 : Daleko od okna
5 : Córy szczęścia, Syzyfowe prace, Wrota Europy
4 : Prawo ojca, Zakochani
3 : Chłopaki nie płaczą, To ja, złodziej
2 : Ostatnia misja

## Podsumowanie liczby nagród
(Ograniczenie do dwóch nagród)
7 : Życie jako śmiertelna choroba przenoszona drogą płciową
3 : Wrota Europy
2 : To ja, złodziej